# 103-as busz (Budapest, 1977–1985)
A budapesti 103-as jelzésű autóbusz Nagytétény, Angeli utca és Nagytétény, Chinoin között közlekedett. A vonalat a Budapesti Közlekedési Vállalat üzemeltette.

## Története
1966. augusztus 1-jén a Nagytétényi út és a Bányagyutacsgyár között 13B jelzéssel indítottak új járatot. 1977. január 1-jén a 103-as jelzést kapta, mely 1979. december 1-jétől csak a 3-as busz üzemidején kívül biztosította a gyár dolgozóinak a közlekedést. 1985. április 30-án megszűnt, helyét az időszakosan meghosszabbított 3-as busz vette át.

## Útvonala
| Nagytétény, Chinoin felé                                                                           | Nagytétény, Angeli utca felé                                                                       |
| -------------------------------------------------------------------------------------------------- | -------------------------------------------------------------------------------------------------- |
| Nagytétény, Angeli utca vá. – Nagytétényi út – Bányalég utca – Dűlő utca – Nagytétény, Chinoin vá. | Nagytétény, Chinoin vá. – Dűlő utca – Bányalég utca – Nagytétényi út – Nagytétény, Angeli utca vá. |

## Megállóhelyei
Az átszállási kapcsolatok között nincsen feltüntetve az eltérő üzemidőben közlekedő 3-as busz.
| 0 | Nagytétény, Angeli utca végállomás | 6 | 3, 13, 101, 113 |
| 1 | Akó utca (↓) Vasút utca (↑)        | 5 | 3               |
| 2 | Nagytétény, MÁV-állomás            | 4 | 3 Nagytétény    |
| 5 | Vegyépszer                         | 1 |                 |
| 6 | Nagytétény, Chinoin végállomás     | 0 |                 |